# Nyžni Vorota
Nyžni Vorota, česky dříve Nižní Verečky (ukrajinsky Нижні Ворота, maďarsky Alsóverecke) jsou obec (sídlo městského typu) v mukačevském okrese Zakarpatské oblasti Ukrajiny. V roce 2025 zde žilo 2150 obyvatel; v celé obci žilo 2919 obyvatel.
Na okraji obce se nachází botanická rezervace Holytsja. Obcí prochází evropská silnice E50.

## Části obce
- Nyžni Vorota
  - Kondrat
- Zadilske

## Nyžněvorotská vesnická komunita (hromada)
V obci je administrativní centrum územního společenství – nyžněvorotské vesnické komunity (ukrajinsky Нижньоворітська сільська громада), do které patří Nyžni Vorota a tyto další obce a jejich části:
| Přepis do latinky | Název obce v cyrilici |
| Abranka           | Абранка               |
| Bilasovycja       | Біласовиця            |
| Verbjaž           | Верб'яж               |
| Verchni Vorota    | Верхні Ворота         |
| Zavadka           | Завадка               |
| Zadilske          | Задільське            |
| Kotelnycja        | Котельниця            |
| Lazy              | Лази                  |
| Latirka           | Латірка               |
| Tyšiv             | Тишів                 |

Toto územní společenství má rozlohu 157,2 km2; v roce 2025 v něm žilo 10 869 obyvatel.

## Historie
V okolí obce byly v roce 1878 nalezeny dva bronzové poklady: první obsahoval šest náramků, druhý pět předmětů. Bylo také objeveno několik roztroušených nálezů bronzových výrobků. Předměty pocházejí z pozdní doby bronzové. Z území obce pochází zlatá mince císaře Nera.
Obec Werezka byla poprvé zmíněna v písemných pramenech ve 12. století. Do uzavření Trianonské smlouvy byla obec součástí Uherska, poté pod názvem Nižní Verečky součástí Československa. Za první československé republiky zde byl obecní notariát, četnická stanice a poštovní úřad. V roce 1921 zde stálo 281 domů a žilo zde 1709 obyvatel, z toho 46 Čechoslováků, 1137 Rusínů, 41 Maďarů a 465 Židů.  Od 15. dubna 1939 byla obec součástí samostatného státu Karpatská Ukrajina; o několik dní později bylo Zakarpatí obsazeno maďarskými vojsky. Od roku 1945 byla součástí Ukrajinské sovětské socialistické republiky, která byla součástí SSSR. Od roku 1991 je obec součástí nezávislé Ukrajiny. Dne 12. června 2020 se obec spolu s 10 okolními vesnicemi stala centrem nově založené venkovské komunity.